# Scleronephthya
Scleronephthya es un género de corales de la familia Nephtheidae, orden Alcyonacea.
Pertenece a los llamados corales blandos, así denominados porque, al contrario de los corales duros, no generan un esqueleto de carbonato cálcico, por lo que no son generadores de arrecife. Su nombre común es coral árbol. Sus especies, junto a las del cercano género Dendronephthya, son de los corales más vistosos y espectaculares. 

## Especies
El Registro Mundial de Especies Marinas acepta las siguientes especies en éste género:
- Scleronephthya corymbosa. (Verseveldt & Cohen, 1971)
- Scleronephthya crassa. (Kükenthal, 1906)
- Scleronephthya flexilis. (Thomson & Simpson, 1909)
- Scleronephthya gracillimum. (Kükenthal, 1906)
- Scleronephthya lewinsohni. (Verseveldt & Benayahu, 1978)
- Scleronephthya pallida. (Whitelegge, 1897)
- Scleronephthya pustulosa. (Wright & Studer, 1889)
- Scleronephthya spiculosa. (Kukenthal, 1906)

## Morfología
Arborescente, pólipos contráctiles pero no retráctiles. Un elemento clave para distinguirlo de los cercanos Dendronephthya, es el hecho de que, en el género que nos ocupa, no apreciamos los escleritos a simple vista. Escleritos consistentes en espículas tuberculadas.  En colonias que a menudo crecen en un plano con muchas ramas. 
Los pólipos se encuentran únicamente en las ramas, en el extremo de las ramas terminales, sin grupo fibroso de soporte. No poseen escleritos.
A menudo naranja, pero también rosa, púrpura e incluso blanca, amarilla y también roja. Toda la colonia suele ser de gamas del mismo color, incluyendo tronco, ramas y pólipos
Algunas especies alcanzan los 10 cm de altura.

## Hábitat y distribución
Suelen crecer bajo repisas o en cuevas. Necesitan una fuerte corriente de agua, generalmente unidireccionales. Son raros en lugares expuestos al oleaje. En ocasiones en estuarios lodosos o aguas oceánicas profundas. En aguas someras bien iluminadas solo si están protegidas del oleaje y tienen fuerte corriente.
Profundidad: desde aguas someras a profundas, algunas especies desde 2 m, hasta 83 m. Generalmente por debajo de 20 m.
Rango de temperatura: entre los 23.60 y 28.95 °C.
Distribución: Indo-Pacífico tropical, desde África oriental a Micronesia y Polinesia, incluyendo el Mar Rojo.

## Alimentación
Son filtradores y se alimentan de fitoplancton. Suele hincharse de agua por la noche para alimentarse con sus pólipos autozoides, cuya única función es atrapar plancton, y se deshincha parcialmente durante el día. No es fotosintético.

## Reproducción
Sexual: son gonocóricos, con sexos separados por colonia, y puesta pelágica. Asexual, por fisión longitudinal y por migración del pólipo.

## Mantenimiento
Son de los corales más difíciles de mantener en cautividad.  Hay que colocarlos en posición invertida, con los extremos de las ramificaciones hacia abajo, ya que suele ser su posición natural y beneficia sus funciones. Por otro lado, al requerir alimentación diaria de plancton, es difícil mantener las condiciones del agua del acuario correctas. Conviene aditar elementos traza, especialmente yodo y estroncio.
Corrientes moderadas a fuertes, pero indirectas. Iluminación baja.
Se recomienda su mantenimiento en cautividad tan solo por acuaristas expertos.

## Galería de imágenes

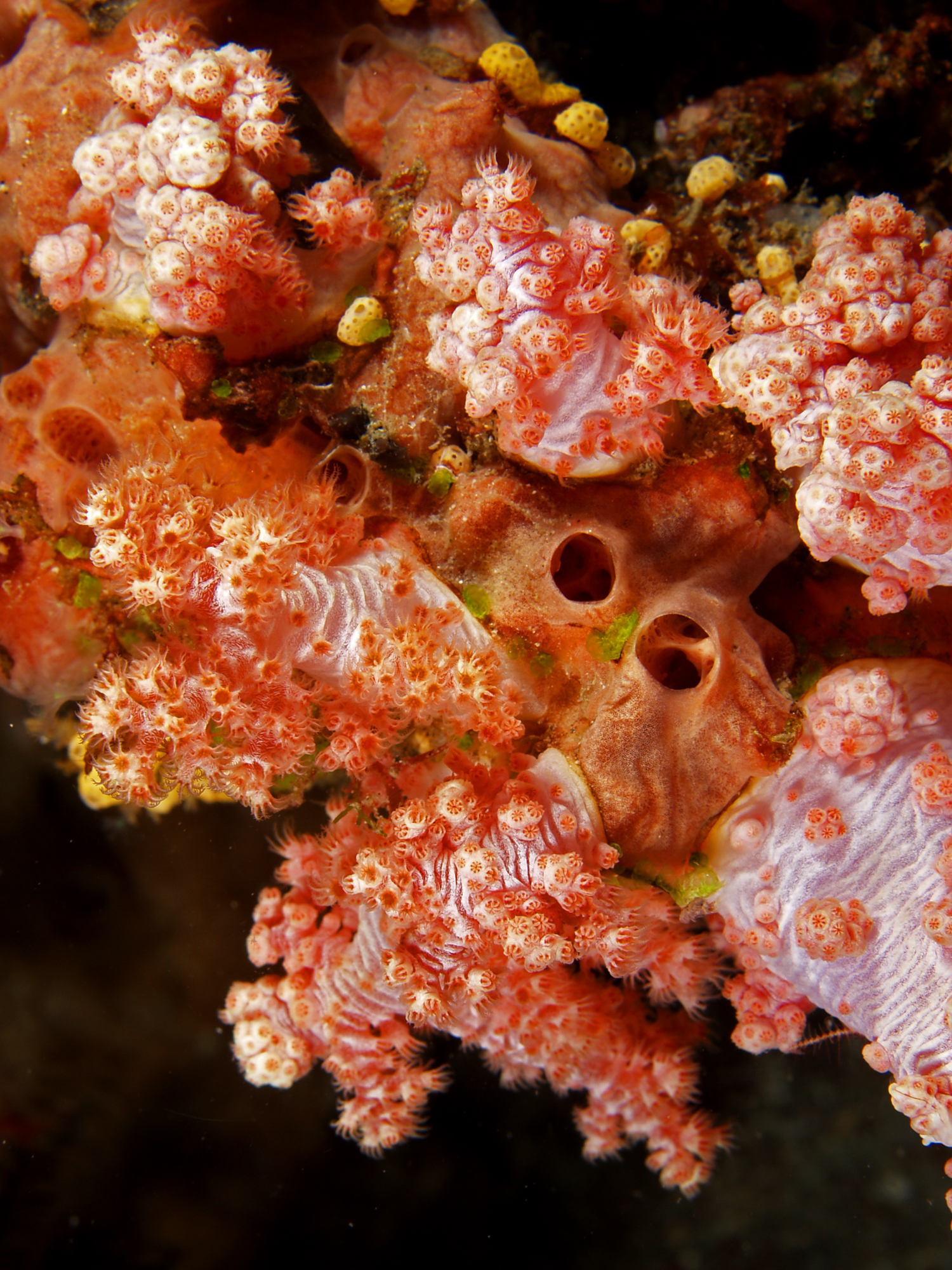
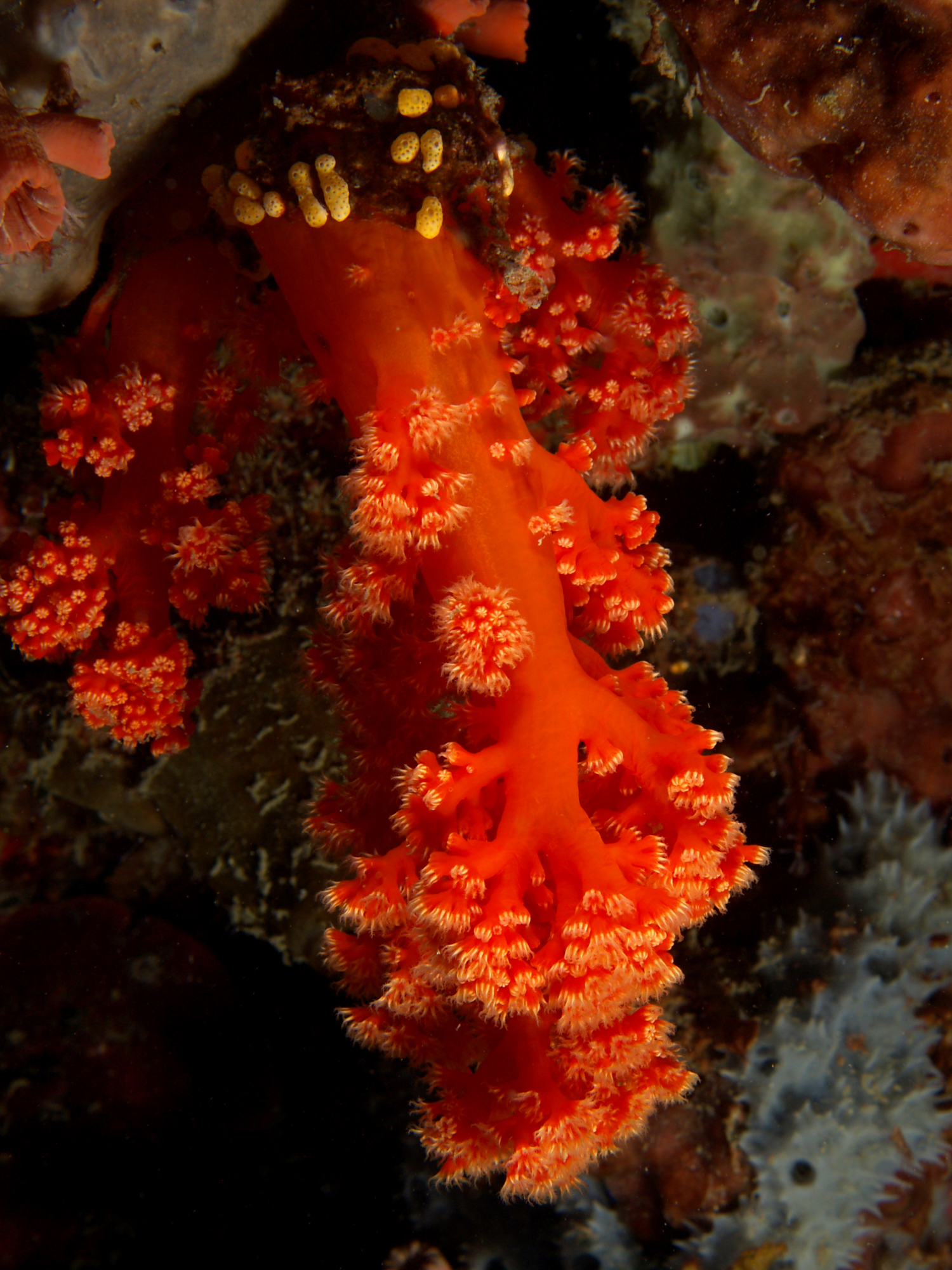
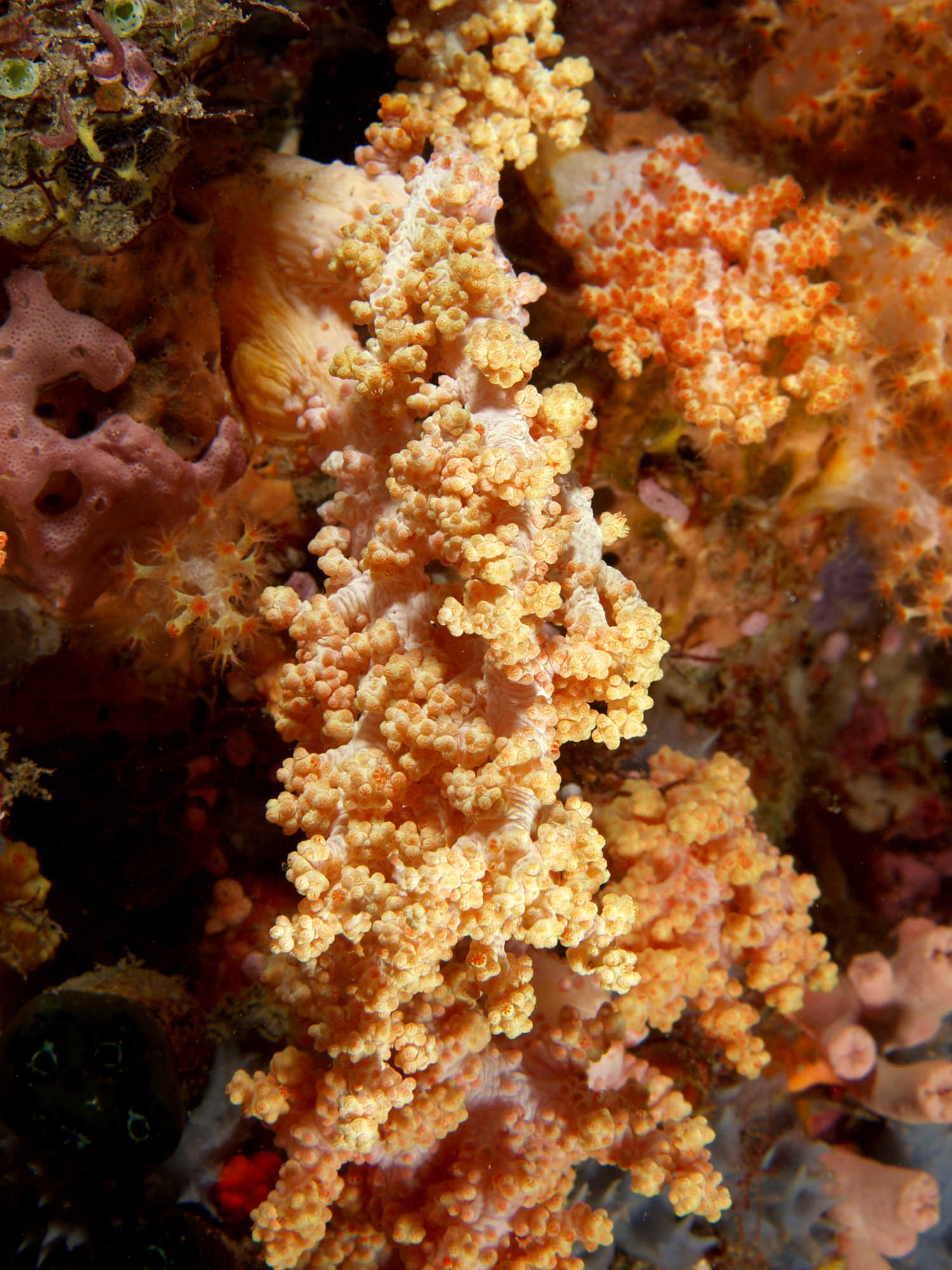
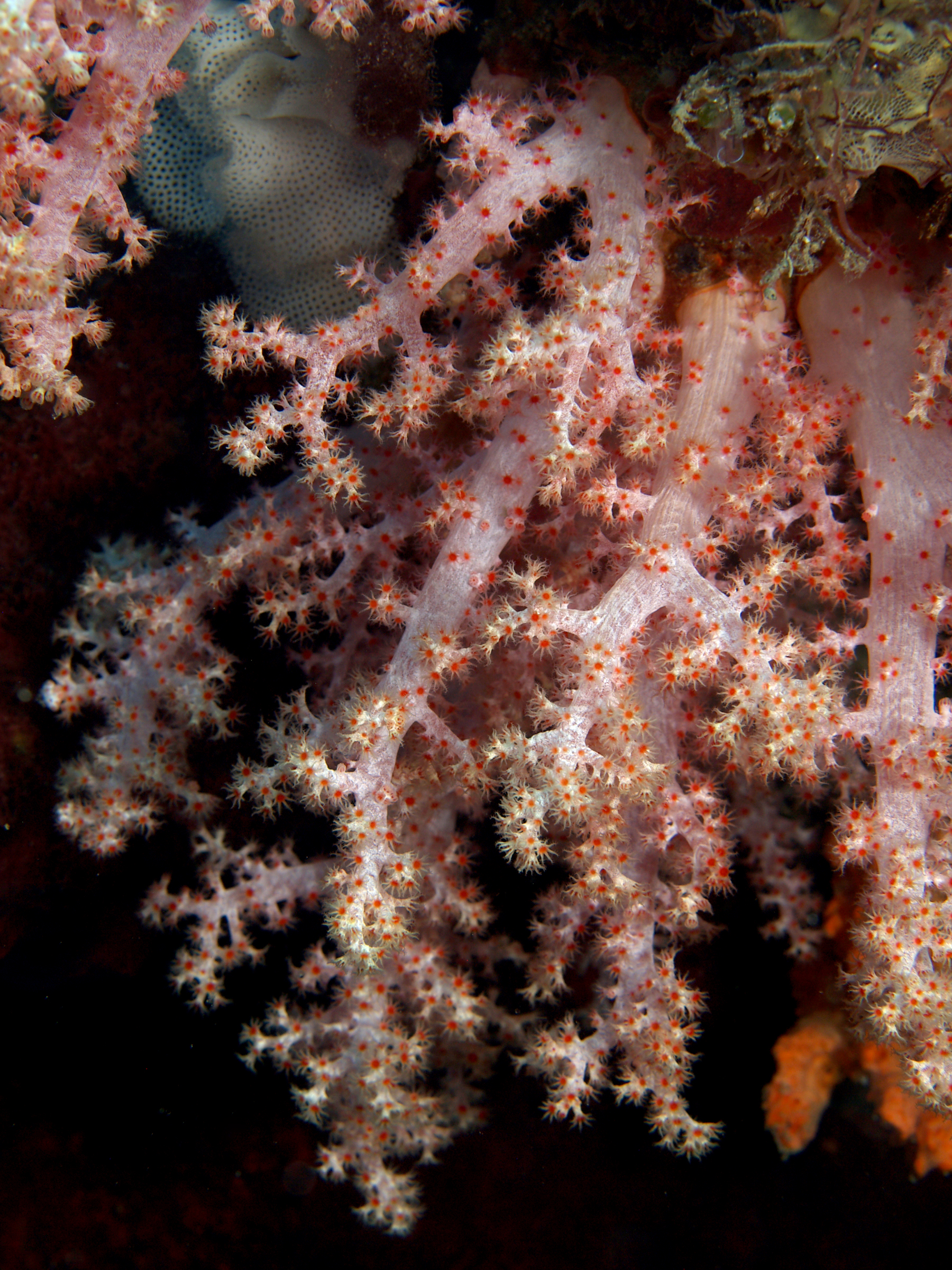